# Terrence Agard
Terrence Agard (Willemstad, 16 aprile 1990) è un velocista olandese.

## Biografia
Ai Giochi olimpici di Tokyo 2020 ha vinto la medaglia d'argento nella staffetta 4×400 m, facendo anche segnare il nuovo record nazionale nella disciplina.

## Record nazionali
- Staffetta 4×400 metri: 2'57"18 ( Tokyo, 7 agosto 2021) (Liemarvin Bonevacia, Terrence Agard, Tony van Diepen, Ramsey Angela)

## Palmarès
| Anno                                     | Manifestazione  | Sede      | Evento        | Risultato | Prestazione | Note                                     |
| ---------------------------------------- | --------------- | --------- | ------------- | --------- | ----------- | ---------------------------------------- |
| In rappresentanza delle Antille Olandesi |                 |           |               |           |             |                                          |
| 2007                                     | Mondiali U18    | Ostrava   | 400 m piani   | Batteria  | 49"99       |                                          |
| In rappresentanza dei Paesi Bassi        |                 |           |               |           |             |                                          |
| 2014                                     | Europei         | Zurigo    | 4×400 m       | Batteria  | 3'05"93     | Miglior prestazione personale            |
| 2015                                     | Europei indoor  | Praga     | 400 m piani   | Batteria  | 47"59       |                                          |
| 2015                                     | World Relays    | Nassau    | 4×400 m       | Batteria  | dnf         |                                          |
| 2016                                     | Europei         | Amsterdam | 4×400 m       | 7º        | 3'04"52     |                                          |
| 2017                                     | Europei indoor  | Belgrado  | 400 m piani   | Batteria  | dnf         |                                          |
| 2019                                     | World Relays    | Yokohama  | 4×400 m       | 12º       | 3'04"30     | Miglior prestazione personale stagionale |
| 2021                                     | World Relays    | Chorzów   | 4×400 m mista | 8º        | 3'21"02     | Miglior prestazione personale            |
| 2021                                     | Giochi olimpici | Tokyo     | 4×400 m       | Argento   | 2'57'18"    | Record nazionale                         |
| 2022                                     | Mondiali indoor | Belgrado  | 4×400 m       | Bronzo    | 3'06"90     | Miglior prestazione personale stagionale |
| 2022                                     | Mondiali        | Eugene    | 4×400 m       | Batteria  | 3'03"14     |                                          |
| 2023                                     | Mondiali        | Budapest  | 4×400 m       | 6º        | 3'00"40     |                                          |
| 2023                                     | Mondiali        | Budapest  | 4×400 m mista | Finale    | dnf         |                                          |
| 2024                                     | Mondiali indoor | Glasgow   | 4×400 m       | Bronzo    | 3'04"25     | Record nazionale                         |
| 2024                                     | World Relays    | Nassau    | 4×400 m       | Batteria  | 3'02"46     |                                          |
| 2024                                     | Europei         | Roma      | 4x400 m       | Batteria  | 3'03"50     |                                          |

## Altre competizioni internazionali
2019
- Oro all'Athletissima ( Losanna) - 45'65"